# Ansiedad (película)
Ansiedad es una película de comedia musical y drama mexicana de 1953, escrita y dirigida por Miguel Zacarías, y protagonizada por Pedro Infante, Libertad Lamarque e Irma Dorantes.Esta película es la última parte en que Infante y Dorantes protagonizan juntos. 

## Argumento
Pedro Infante y Libertad Lamarque dan vida a una pareja humilde que tiene dos hijos gemelos. Infante encuentra un bebé que poco después muere y se ve obligado a entregar a uno de sus hijos para hacerlo pasar por el niño muerto. Ya en la edad adulta los hermanos se encontrarán y se descubrirá la verdad.

## Reparto
- Pedro Infante - Carlos Iturbe y Valdivia, Gabriel Lara y Rafael Lara.
- Libertad Lamarque - María de Lara.
- Irma Dorantes - Isabel Valdivia.
- Arturo Soto Rangel - Don Lorenzo.
- Miguel Funes Jr. - Rafaelito
- Guillermo Samperio - Policía.
- Salvador Quiroz - Doctor.
- José Muñoz - Asesino.